# Hugo Ibarra
Hugo Benjamín Ibarra (født 1. april 1974 i El Colorado, Argentina) er en tidligere argentinsk fodboldspiller, der spillede som højre back. Han var tilknyttet flere klubber i både hjemlandet og Europa, men blev mest kendt hos Boca Juniors, hvor han spillede i alt ni sæsoner, og var med til at vinde fem mesterskaber og fire udgaver af Copa Libertadores. I Europa spillede han for FC Porto i Portugal, AS Monaco i Frankrig og RCD Espanyol i Spanien. 

## Landshold
Ibarra spillede mellem 1998 og 2007 elleve kampe for Argentinas landshold. Han var en del af landets trup til Copa América i både 1999 og 2007.

## Titler

### Titler som fodboldspiller
Argentinsk Mesterskab
- 1998 (Apertura), 1999 (Clausura), 2005 (Apertura), 2006 (Clausura) og 2008 (Apertura) med Boca Juniors

Copa Libertadores
- 2000, 2001, 2003 og 2007 med Boca Juniors

Copa Sudamericana
- 2005 med Boca Juniors

Recopa Sudamericana
- 2008 med Boca Juniors

Intercontinental Cup
- 2000 med Boca Juniors

Portugisisk Supercup
- 2002 med Porto

### Titler som fodboldtræner
Argentinsk Mesterskab
- 2022 med Boca Juniors

Supercopa Argentina
- 2022 med Boca Juniors